# Kochanovce (Bardejov)
|  | No s'ha de confondre amb Kochanovce (Humenné). |

Kochanovce és un poble i municipi d'Eslovàquia. Es troba a la regió de Prešov, al nord del país.

## Història
La primera referència escrita de la vila data del 1377.

## Demografia
| Godina             | 1994 | 2004    | 2014   | 2024   |
| ------------------ | ---- | ------- | ------ | ------ |
| Nombre de persones | 233  | 259     | 252    | 261    |
| Diferència         |      | +11,15% | −2,70% | +3,57% |

| Godina             | 2023 | 2024   |
| ------------------ | ---- | ------ |
| Nombre de persones | 262  | 261    |
| Diferència         |      | −0,38% |